# Golpe de Estado em Honduras em 2009
O golpe de Estado em Honduras em 2009 ocorreu quando o exército hondurenho, em 28 de junho de 2009, aprisionou o presidente Manuel Zelaya e o enviou ao exílio. O golpe foi desencadeado quando Zelaya tentou agendar uma consulta não vinculativa sobre a realização de um referendo sobre o tema da convocação de uma assembleia constituinte para reescrever a Constituição. Depois que Zelaya se recusou a cumprir ordens judiciais, a Suprema Corte de Honduras emitiu um mandado secreto para sua prisão, datado de 26 de junho. Dois dias depois, soldados hondurenhos invadiram a casa do presidente no meio da noite e o detiveram, antecipando a consulta. Ao invés de levá-lo a julgamento, o exército o colocou em um avião militar, que o levou para a Costa Rica.
Mais tarde naquele dia, após a leitura de uma carta de renúncia de autenticidade contestada, o Congresso hondurenho votou pela destituição de Zelaya e nomeou o presidente do Congresso, Roberto Micheletti, seu sucessor constitucional, para substituí-lo.
A reação internacional ao golpe de Estado de 2009 foi generalizada; as Nações Unidas, a Organização dos Estados Americanos (OEA) e a União Europeia condenaram a destituição de Zelaya como um golpe militar. Em 5 de julho de 2009, todos os Estados membros da OEA votaram, por aclamação, suspender Honduras como um membro da organização até o país "restaurar o governo democrático" (o de Manuel Zelaya). El Salvador, Nicarágua, Guatemala e outros anunciaram sanções econômicas a Honduras devido a situação política. O Banco Interamericano de Desenvolvimento e o Banco Mundial anunciaram a suspensão da ajuda financeira concedida ao país e houve a retirada de todos os embaixadores da União Europeia de Honduras.
Nas semanas após os eventos de 28 de junho, o Congresso decretou um estado de sítio, suspendendo as garantias dos cidadãos contidas em 8 artigos da Constituição, houve também manifestações de apoio em ambos os lados.
Em julho de 2011, a Comissão da Verdade de Honduras concluiu que Zelaya infringiu a lei quando desconsiderou a decisão da Suprema Corte ordenando que cancelasse o referendo, mas que sua destituição do cargo foi ilegal e um golpe. A designação  de Roberto Micheletti pelo Congresso como presidente interino foi considerada inconstitucional pela Comissão e seu governo como um "regime de facto".

## Contexto

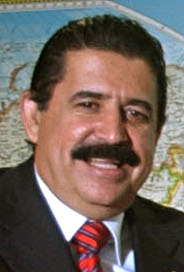
Manuel Zelaya durante audiência com o presidente brasileiro Luiz Inácio Lula da Silva em 3 de abril de 2006.

Desde que se tornou independente da Espanha, em 1821, Honduras já passou por mais de cem golpes de estado - um golpe a cada dois anos, em média.
Manuel Zelaya foi eleito presidente de Honduras em 2005 pelo Partido Liberal, um dos mais tradicionais do país, para um mandato não renovável de quatro anos. Nascido em uma família rica, Zelaya faz parte da elite empresarial de Honduras. Inicialmente apoiava os tratados de livre comércio com os Estados Unidos, mas a partir de 2007, com a guinada à esquerda da América Central, começou a adotar posições alinhadas com o "socialismo do século XXI" inaugurado pelo presidente da Venezuela, Hugo Chávez, tanto nos campos econômico e social como na política externa ligada à Alternativa Bolivariana para as Américas, o que - segundo analistas de esquerda teria desagradado a "elite" de seu país, que sempre manteve laços fortes com os Estados Unidos. De acordo com o jornal estadunidense The New York Times, muito do apoio a Zelaya vem de sindicatos, enquanto que a maioria nas classes média e alta - assim como vários analistas - temiam que ele pretendesse introduzir um "socialismo populista" aos moldes de Hugo Chávez no país.
Em 2008, Zelaya foi criticado pela OEA por impor às emissoras de rádio e televisão a obrigatoriedade de transmitir programas do governo. A ONU criticou o assassinato de jornalistas durante seu governo. De acordo com a revista britânica The Economist, "a presidência de Zelaya foi marcada pelo aumento do crime, dos escândalos de corrupção e do populismo econômico". Em abril de 2009, uma pesquisa do instituto de opinião Mitofsky mostrou que apenas um quarto do país aprovava o governo de Zelaya, o índice de aprovação mais baixo entre 18 líderes regionais. Para o jornal brasileiro O Estado de S. Paulo, entretanto, "não há pesquisas confiáveis em Honduras".

### A consulta popular
Zelaya tinha a intenção de fazer uma consulta pública em 28 de junho, para que os eleitores opinassem sobre a realização de um referendo para a convocação de uma Assembleia Constituinte, mas sem respeitar as normas constitucionais para a realização desse tipo de consulta, conforme decidido pelo Poder Judiciário daquele país. O resultado positivo desta consulta popular daria origem a um projeto de lei, a ser apresentada ao Congresso Nacional, para a convocação de uma “quarta urna”. A consulta era para saber se os eleitores queriam votar em uma quarta urna nas eleições de Novembro de 2009. Nessa urna, os eleitores poderiam pedir a convocação de uma Assembleia Constituinte para o país. A consulta popular foi rejeitada pelo Congresso, pela Procuradoria-Geral de Honduras e pelo Tribunal Eleitoral, além de ter sido considerada ilegal pela Suprema Corte.
O decreto de Zelaya convocou uma consulta popular sem qualquer caráter "vinculativo" e de participação "opcional", que seria feita nos mesmos locais de votação eleitoral e sem a supervisão dos órgãos de fiscalização judiciais. Isto, segundo os golpistas, contraria a legislação eleitoral em vigor.
A consulta propunha aos eleitores  hondurenhos a seguinte questão: "Concorda com a instalação de uma quarta urna nas eleições gerais para decidir sobre a convocação de uma Assembleia Nacional Constituinte?" Para a realização de sua consulta popular, Zelaya convocou o INE . O diretor desse centro de pesquisas, Sergio Sánchez, assegurou que o Instituto tinha jurisdição para fazer a consulta e que ela estaria dentro das suas atribuições legais. Entretanto, essa opinião do diretor do INE foi negada pela justiça de Honduras que reiterou a violação da norma constitucional que trata da matéria. Em resumo, essa "consulta" popular não foi autorizada pelo Poder Legislativo e foi explicitamente proibida pelo Poder Judiciário de Honduras.
Sergio Sánchez seria  intimado pelo Tribunal Supremo Eleitoral (TSE) a explicar a tese da "quarta urna". Comentou-se que apenas o TSE poderia realizar este tipo de consulta.
Apesar de muitas pessoas reverberarem a versão, inicialmente veiculada pela grande mídia, de que o objetivo da destituição de Zelaya teria sido evitar sua reeleição (proibida pela Constituição de Honduras) ou simplesmente impedir a consulta popular sobre uma nova Constituinte, não foram esses fatos que levaram o Supremo de Honduras a ordenar a sua prisão preventiva.
Segundo o art. 5o. da Constituição hondurenha, uma consulta eleitoral deve ser aprovada por 2/3 do parlamento e organizada pelo Poder Judiciário. O Ministério Público de Honduras acusa Zelaya de não ter respeitado essa norma. Com isso, Zelaya teria incorrido, entre outros, no crime de "Traição à Pátria". O crime de "Traição à Pátria" está contido no Código Penal de Honduras e também no artigo 4o. de sua Constituição Federal, sendo configurado quando alguém usurpa atributos de outros poderes do Estado.
Além disso, o Congresso havia começado a discutir uma forma de promover o impeachment de Zelaya, mas não possuía um caminho legal para fazê-lo, uma vez que a Constituição não menciona a possibilidade de afastamento do presidente. Então, o Congresso, incluindo a maioria dos parlamentares do partido de Zelaya, abriu uma investigação urgente para determinar se o presidente estava violando a ordem constitucional e se era "mentalmente incapaz" de exercer o cargo. Zelaya respondeu ao presidente do Congresso, Roberto Micheletti, através da seguinte declaração: "O que está acontecendo com você, Roberto? Eu fui eleito pelo povo, e não pelo Congresso. Como você quer me fazer passar por incapaz se você é um congressista sujo de segunda classe que conseguiu este posto só porque eu lhe dei espaço em meu partido?".
O Exército é o responsável pela segurança e logística das eleições em Honduras. Zelaya pediu aos militares que cumprissem seu papel eleitoral na consulta popular de 28 de junho, mas o chefe do comando militar, General Romeo Vásquez Velásquez, recusou obedecer à ordem de distribuir o material eleitoral após a consulta ter sido determinada ilegal e inconstitucional pela Suprema Corte. Zelaya então o removeu de seu cargo, mas a Corte Suprema determinou que ele fosse reintegrado. Zelaya organizou um protesto em uma base da força aérea e liderou uma marcha a fim de conseguir a posse do material eleitoral ali detido pela polícia nacional.

## Prisão e deportação de Zelaya
Zelaya foi retirado de sua residência em Tegucigalpa ainda de pijamas, foi levado detido para uma base aérea nas imediações da cidade e depois para o aeroporto de Tegucigalpa, onde foi colocado em um avião com destino à Costa Rica. A deportação de Zelaya não estava autorizada na ordem emitida pela autoridade judicial e contraria o Artigo 102 da Constituição de Honduras, que determina que "nenhum hondurenho pode ser expatriado ou entregue pelas autoridades a uma nação estrangeira".
O pedido de prisão contra Zelaya foi feito pelo Ministério Público de Honduras na sexta feira anterior ao golpe de Estado, 48 horas antes da prisão de Zelaya, tendo como razão de pedir a preservação de "documentos importantes ao processo" e o "receio de que Zelaya fugisse do país". Essa situação levou alguns analistas jurídicos a questionarem o respeito ao Princípio da Ampla Defesa. Todavia, quando o processo contra Zelaya foi integralmente disponibilizado na internet, restou claro, segundo os opositores de Zelaya, que se tratava de uma prisão preventiva, que não impede a defesa e faz parte do Estado de Direito.. Entretanto, embora seja reconhecido que a prisão preventiva faça parte do Estado Democrático de Direito, não houve a devida sequência no due process of law - mesmo que a prisão tenha sido legal - uma vez que após  a decretação da prisão preventiva foi tornado impossível o exercício da ampla defesa ou, mesmo, de qualquer defesa, uma vez que o acusado foi inconstitucionalmente exilado (artigo 102 da Constituição de Honduras) logo após sua prisão.
A prisão de Zelaya ocorreu cerca de uma hora antes de serem abertas as urnas para uma consulta de opinião organizada por ele e considerada como "não vinculativa" (ou seja, não obrigatória). Segundo a acusação do Ministério Público de Honduras, que levou à prisão de Zelaya, ele não teria respeitado as normas constitucionais para a realização de uma consulta popular, além de não permitir sua fiscalização e organização por parte do Tribunal Eleitoral. Com isso, Zelaya teria incorrido, entre outros, no crime de "Traição à Pátria". O Art. 5o. da Constituição de Honduras afirma que uma consulta eleitoral deve ser aprovada por 2/3 do parlamento e organizada pelo Poder Judiciário. O crime de "Traição à Pátria" está contido no Código Penal de Honduras e também no artigo 4o. de sua Constituição Federal, sendo configurado quando alguém usurpa atributos de outros poderes do Estado.
A versão de que a deposição de Zelaya seria conseqüência de sua tentativa de perpetuação no Poder é, ao menos, incompleta. O processo jurídico, que culminou nos fatos narrados, tratava de uma investigação sobre desobediência a normas constitucionais e usurpação de Poderes. A tentativa do Poder Executivo de realizar funções exclusivas de outros poderes (Legislativo e Judiciário) é considerada como crime de "Traição à Pátria".
Em Honduras, qualquer ocupante de cargo público pode ser processado e até preso preventivamente - desde que respeitado o devido processo legal (due process of law), com direito à ampla defesa e ao processo contraditório, caso viole uma lei do país. A prisão de Zelaya foi motivada por um pedido do Ministério Público, que já havia iniciado um processo vários meses antes dos fatos ocorridos no dia 28 de junho. O pedido de prisão teria como razão de pedir a preservação de "documentos importantes ao processo" e o "receio de que Zelaya fugisse do país". O Supremo de Honduras deferiu o pedido de prisão, mas não se pronunciou sobre o pedido para que fosse declarado que Zelaya não mais era presidente de Honduras, nem muito menos determinou que ele fosse deportado do país que presidia.
Após a aprovação no Congresso de uma suposta carta de renúncia de Zelaya, cuja autenticidade foi contestada, Roberto Micheletti, também membro do Partido Liberal de Zelaya, foi eleito pelo Congresso Nacional na tarde de 28 de junho para presidir a nação até as eleições de 29 de novembro. Durante sua posse, Micheletti foi recebido com aplausos pelos outros parlamentares ao denunciar as "repetidas violações da Constituição" do governo de Zelaya.
No dia 29 de junho, a Suprema Corte de Honduras considerou "público e notório" o fato de que Zelaya "não mais ocupava a presidência da República" e ordenou que o processo contra ele transitasse na justiça comum, pois Zelaya perdera o foro privilegiado (reservado ao presidente).

## Eventos

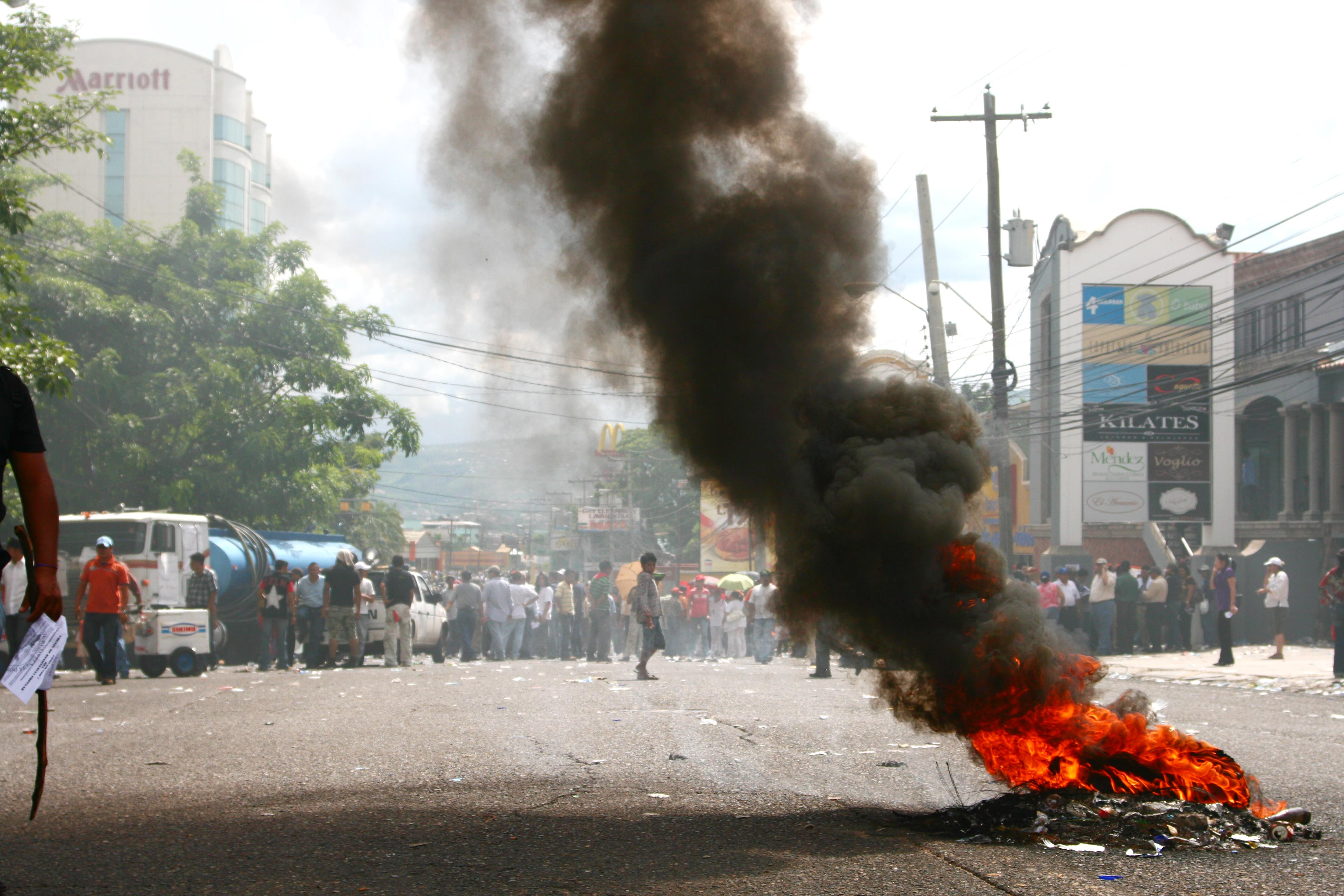
Protesto contra o golpe.

A residência presidencial foi cercada por tropas militares assim que o dia amanheceu. De acordo com o The New York Times, "centenas de manifestantes em apoio ao presidente confrontaram soldados do lado de fora do palácio presidencial, queimando pneus". De acordo com o jornal espanhol El País, os manifestantes gritavam "traidores, traidores" enquanto atiravam pedras nos soldados.
A eletricidade e a comunicação telefônica foram suspensas em Tegucigalpa durante o momento da prisão do presidente e só foram restauradas cerca de cinco horas depois, às 11 da manhã no horário local. Soldados ocuparam várias áreas estratégicas da capital, mas não restringiram o tráfego e o comércio permaneceu aberto. Em adição ao presidente, o jornal La Prensa revelou que foram expedidos mandados de prisão contra todos os ministros de Estado. Além disso, vários eleitores foram presos em Tegucigalpa e San Pedro Sula ao tentarem votar na consulta popular. Alguns jatos sobrevoaram a capital durante a manhã, mas retornaram às suas bases às 11h30min no horário local. Apenas alguns helicópteros estão ajudando a polícia a fazer o patrulhamento dos civis a fim de evitar rebeliões. A ministra das relações exteriores de Honduras, Patricia Rodas, chamou o povo às ruas para "lutar pelo retorno do presidente a Honduras". Assim como o prefeito de San Pedro Sula, Rodolfo Padilla Sunseri, ela está detida numa base militar.
Algumas horas após o golpe, Zelaya falou com a mídia em San José, chamando os eventos de "um golpe" e "um sequestro". De acordo com ele, soldados o tiraram da cama e agrediram seus guardas. Zelaya disse que não reconhecerá nenhum sucessor e que gostaria de terminar seu mandato. Também disse que não irá se encontrar com nenhum diplomata.
De acordo com o embaixador venezuelano na Organização dos Estados Americanos, os embaixadores de Cuba, Venezuela e Nicarágua em Honduras foram sequestrados pelos militares e transportados para o aeroporto. De acordo com o presidente venezuelano Hugo Chávez, o embaixador venezuelano foi agredido por soldados e deixado à beira de uma estrada. De acordo com o ministro de relações exteriores cubano, Bruno Rodríguez, a ministra de relações exteriores hondurenha, Patricia Rodas, foi detida pelos militares. Rodríguez disse que os embaixadores cubano, venezuelano e nicaraguense tentaram inutilmente evitar que Rodas fosse levada por um grupo de soldados mascarados. Rodas foi enviada para o México, onde o governo lhe ofereceu asilo político.
Horas mais tarde, a Suprema Corte de Honduras lançou uma declaração dizendo que havia ordenado a deposição de Zelaya ao Exército. O Congresso Nacional aceitou aquilo que disseram ser a "carta de renúncia" de Zelaya, apesar de o presidente ter dito que a carta não foi escrita por ele. Em seguida, o presidente do Congresso, Roberto Micheletti, foi nomeado presidente da República.
Segundo veículos da imprensa internacional, César Ham, parlamentar e candidato presidencial do Partido da Unificação Democrática, o mais esquerdista do país, havia sido morto pelo Exército após resistir à prisão. Entretanto, a informação foi mais tarde desmentida. Apesar de vários outros membros do PUD terem sido presos, Ham estaria escondido em "um local seguro". Tomás Andino Mencías, membro do partido, relatou que os congressistas do PUD foram presos pelos militares ao tentarem entrar no Congresso para evitar a eleição de Micheletti.

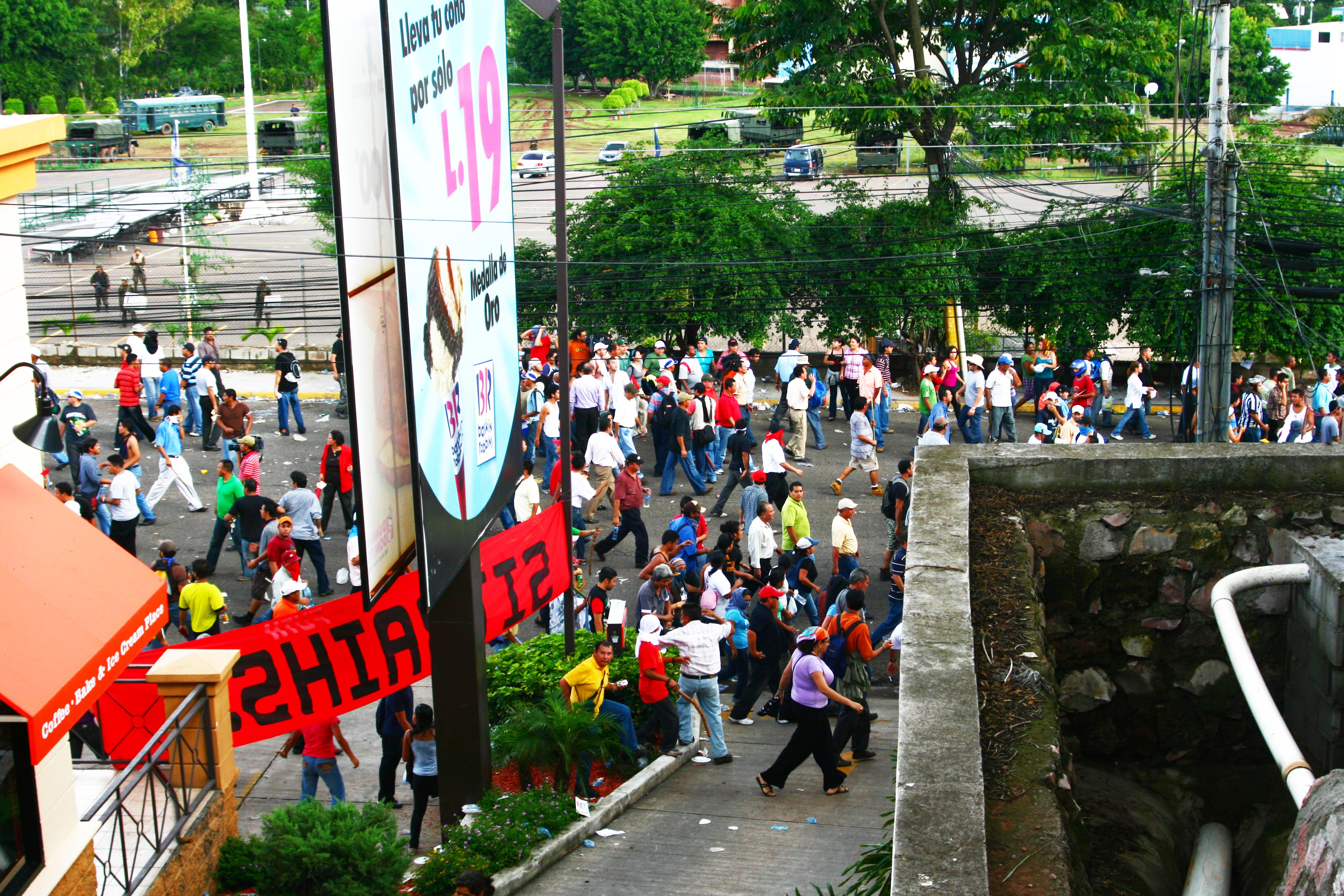
Manifestantes a favor de Zelaya reunidos.

Testemunhas ouvidas pela agência de notícias britânica Reuters relataram que ouviram tiros perto do palácio presidencial em Tegucigalpa. Disseram também que uma ambulância foi enviada ao local, mas não souberam dizer se havia feridos. Micheletti declarou um toque de recolher, que começa às 9 da noite e se estende até às 6 da manhã.
No dia 5 de julho, cerca de 30 mil pessoas (cifra estimada pelos manifestantes) se dirigiram até a zona do Aeroporto Internacional de Toncontín, em Tegucigalpa, para receber o presidente deposto. A tensão no local se agravou depois do anúncio de que o governo não havia dado permissão para o avião pousar. Os manifestantes entraram em confronto com os militares, que mataram pelo menos duas pessoas. Alfredo de Lara, câmara da rede de televisão catarense Al-Jazeera, disse que viu "um menino com entre 10 e 13 anos morto no chão", além de outros três feridos em estado grave. Segundo outras testemunhas, uma jovem de 18 anos também foi morta no confronto. Dois canais de televisão que tentavam transmitir imagens do confronto foram tirados do ar pelo governo. O avião em que Zelaya se encontrava não conseguiu pousar na capital hondurenha e foi desviado para a Nicarágua, de onde seguiu para El Salvador. Com o toque de recolher imposto mais cedo, mais de 600 pessoas foram detidas enquanto voltavam para casa. Rodolfo Pastor Fasquelle, Ministro da Cultura de Zelaya, disse à BBC, após o confronto, que "hoje há o risco [de uma guerra civil] porque ambos os lados têm uma base social ampla, estão completamente polarizados e têm armas e recursos".

### Censura
Dado o estado de agitação popular, a internet e a telefonia foram cortadas e restauradas a todo o momento no país no dia do golpe. Assim que os militares expulsaram o presidente, a Comissão Nacional de Telecomunicações (CONATEL) proibiu as operadoras de TV a cabo de transmitir o sinal de alguns canais internacionais, como a Telesur e a CNN en Español. Um canal de TV do governo e outro que apoia o presidente foram retirados do ar. No interior do país, cerca de 25 militares invadiram a redação da Rádio Progreso, emissora pertencente à Associação Latinoamericana de Educação Radiofônica (ALER), e obrigaram os profissionais a parar de divulgar informações sobre o golpe. Várias emissoras de rádio e televisão do país foram fechadas durante o golpe e as poucas que continuaram operando levaram ao ar no dia seguinte apenas canções, telenovelas e programas de culinária.
A organização Repórteres sem Fronteiras condenou o "blecaute de notícias" no país.

## Violações da Constituição

### Pelo governo de Zelaya
Zelaya é acusado de violar os seguintes artigos da Constituição de Honduras
- Artigo 42, que diz que a qualidade de cidadão se perde, entre outras hipóteses por incitar, promover ou apoiar o continuísmo ou a reeleição para presidente da república
- Artigo 239, que afirma que o cidadão que tenha desempenhado a titularidade do Poder Executivo não poderá ser Presidente ou designado. O artigo diz ainda que aquele que violar tal disposição ou propuser sua reforma cessará imediatamente o desempenho do cargo que ocupar e ficará inabilitado ao exercício de função pública por dez anos.[49][50]
- Artigo 374, que afirma que o artigo 373 (segundo o qual, a reforma da Constituição poderá ser decretada pelo Congresso Nacional) não poderá ser reformado, e define como artigos pétreos os artigos que definem a forma de governo, o território nacional, o período presidencial e a proibição de ser novamente Presidente da República.[51]

### Pelo novo governo
O novo governo é acusado de violar vários artigos da Constituição, dentre eles:
- Artigo 74, que proíbe a restrição dos veículos de comunicação.
- Artigo 81, que garante a liberdade de organização de movimentos dentro do país.
- Artigo 82, que declara que o direito de autodefesa é inviolável.
- Artigo 84, que diz que uma pessoa deve ser informada dos motivos e razões de sua prisão, além de dizer também que uma pessoa tem o direito de informar outros sobre sua prisão.
- Artigo 85, que afirma que uma pessoa só pode ser detida em locais estabelecidos pela lei.
- Artigo 88, que garante que as declarações de um preso só serão válidas se feitas na presença de um juiz competente.
- Artigo 90, que estabelece o devido processo legal.
- Artigo 102, que determina que "nenhum hondurenho pode ser expatriado ou entregue pelas autoridades a uma nação estrangeira".
- Artigo 182, que estabelece o direito a um habeas corpus.

Os defensores do novo governo, entretanto alegam que o artigo 187 permite que as garantias previstas nos  artigos 69, 71, 72, 78, 81, 84, 93, 99 e 103 podem ser suspensas em caso deperturbação grave à paz ou outra calamidade geral.

## Reação internacional
O golpe de Estado em Honduras foi imediatamente denunciado por vários países, e por várias organizações internacionais. Todas as nações das Américas, a União Europeia, a Rússia e a Suíça condenaram publicamente a remoção forçada de Zelaya do poder; a maioria definiu a ação como um golpe de estado. Organismos internacionais, como a Organização dos Estados Americanos, a Alternativa Bolivariana para as Américas, o Mercosul, a União das Nações Sul-Americanas e a Organização das Nações Unidas também condenaram a ação. A Assembleia Geral das Nações Unidas aprovou, em 30 de junho de 2009, uma resolução que condena o golpe de Estado que, segundo ela: "interrompeu a ordem constitucional e democrática e o exercício legítimo de poder em Honduras e resultou na remoção do presidente eleito democrático". Assim sendo, nenhuma nação declarou apoio às ações militares em Honduras nem reconheceu o novo presidente. Micheletti disse que tinha recebido o apoio de Israel e Taiwan, mas os governos destes países negaram tal apoio. Mais de dez nações latino-americanas, assim como todos os países-membros da União Europeia concordaram em retirar seus embaixadores de Honduras até que Zelaya volte ao poder. A Venezuela suspendeu o envio de petróleo ao país e os vizinhos de Honduras — El Salvador, Guatemala e Nicarágua — suspenderam o comércio por terra por 48 horas. O Banco Mundial e o Banco Interamericano de Desenvolvimento pausaram seus empréstimos ao país.
Nos Estados Unidos o presidente Obama declarou: "Consideramos que o golpe ("coup") não foi legal, e que o presidente Zelaya permanece o presidente de Honduras"…"Seria um terrível precedente se começássemos a caminhar para trás, para uma era em que se viu golpes militares serem usados como meio de efetuar transições políticas, ao invés de eleições". Além da Assembleia Geral das Nações Unidas, o golpe de Estado foi ainda denunciado pela Comissão Interamericana de Direitos Humanos e pela Organização dos Estados Americanos que declarou o golpe " uma alteração inconstitucional da ordem democrática". O golpe acabou por fazer com que Honduras fosse suspensa da Organização dos Estados Americanos (OEA) no dia 5 de julho por 33 votos de 34 possíveis.
Em setembro de 2009, o governo dos Estados Unidos anunciou que estava suspendendo o visto do presidente de facto de Honduras, Roberto Micheletti, de seu chanceler Carlos López e de 14 juízes da Suprema Corte de Justiça como forma de pressão para forçar o cumprimento do acordo de São José, que previa o retorno de Zeleya ao Poder. Anteriormente Washington já havia suspendido o visto diplomático de alguns funcionários de governo de facto, cuja legitimidade não é reconhecida pela comunidade internacional.
Sentindo-se isolado pela comunidade internacional, o governo de facto de Honduras, liderado por Roberto Micheletti, argumenta que o esquerdista Zelaya representava uma ameaça à frágil democracia de seu país ao tentar prolongar seu mandato ilegalmente. Micheletti iniciou uma alta campanha de lobby contratando assessores para atuarem como lobistas nos Estado Unidos (nos EUA o lobby é permitido) e começou a defender seu caso em Washington da forma habitual.
Segundo o jornal New York Times "Primeiro, deponha o presidente. Depois, contrate um lobista." - "A campanha já teve o efeito de forçar o governo americano a enviar sinais ambíguos a respeito de sua posição em relação ao governo de fato, que os vê como sinais de encorajamento. Também adiou a nomeação de dois cargos-chave do Departamento de Estado para a região".

## Consequências
Houve manifestações de apoio e de oposição a destituição de Zelaya do poder.  Zelaya foi investigado e processado na ausência do próprio. Algumas organizações relataram violações dos direitos humanos e restrições de mídia.
Zelaya fez duas tentativas abertas de retornar ao país, que foram repelidas; ele finalmente retornou clandestinamente e pediu asilo na embaixada do Brasil em Tegucigalpa. Negociações entre o governo golpista e aqueles que buscavam a restituição de Zelaya continuaram em um caminho pedregoso; embora ambos os lados assinassem o Acordo de San José-Tegucigalpa-Guaymuras, possuíam interpretações diferentes quanto às implicações para a restituição de Zelaya. Alguns hondurenhos esperavam superar o golpe nas eleições de 29 de novembro de 2009.
Em novembro, conforme o cronograma eleitoral, estabelecido antes do golpe, foram realizadas as eleições gerais no país. Apesar do pedido expresso de Zelaya e de seus correligionários para que os hondurenhos boicotassem as eleições, a contagem dos votos mostrou uma participação popular alta para os padrões de Honduras e superior à eleição anterior, quando Zelaya fora eleito. Sua eleição foi oficializada pelo TSE: "Lobo somou 1 213 695 votos, 56,56%, e Santos 817 524 votos, 38,09%. O TSE não deu detalhes sobre os níveis de participação e abstenção". Os Estados Unidos, Canadá, Colômbia, Costa Rica, Panamá e Peru reconheceram imediatamente como válidas as eleições em Honduras. A Argentina, Bolívia, Brasil, Chile, Cuba, Equador, França, Guatemala, Nicarágua, Uruguai e Venezuela, e a UNASUL e o Mercosul, até o início de dezembro de 2009, ainda não haviam reconhecido a eleição de Lobo, que prometeu envidar seus melhores esforços para vir a ser reconhecido por Lula: "Queria poder ligar para o presidente Lula já hoje. Vamos ligar procurá-lo quantas vezes for necessário para conseguir que nos entenda e nos compreenda". A União Europeia, Espanha, México e Grã-Bretanha parabenizaram Lobo por sua eleição, mas não anunciaram se vão reconhecer o novo governo. Por sua vez o governo brasileiro suavizou sua posição. O assessor do Planalto para Assuntos Internacionais, Marco Aurélio Garcia, disse que "se o Brasil considerar que tem de mudar de posição, o Brasil mudará de posição" e que "Será muito importante a posição que o senhor Porfírio terá em relação à OEA. Queremos saber se ele vai se dirigir ao secretário-geral e se ele vai considerar a OEA como um interlocutor legítimo. Esse conjunto de sinais, de gestos, é que vai nos permitir avaliar a decisão e dizer quais serão os próximos passos".
Vários países enviaram esforços para que Honduras retornasse ao estado democrático de direito, dentre eles os Estados Unidos que apoiaram o pedido do presidente eleito, Porfirio Lobo, para que o presidente de facto de Honduras, Roberto Micheletti renunciasse e fosse concedida a anistia a Zelaya. Este pedido, liderado pelo presidente eleito Lobo - que assumiria a Presidência em 27 de janeiro - foi uma tentativa de superar a crise em Honduras. Lobo tinha pressa em encontrar uma solução para a crise política que se arrastava há meses e, assim, romper com o isolamento internacional de Honduras e retomar a ajuda financeira estadunidense e internacional.
O presidente eleito de Honduras, Lobo, cuja eleição à época não fora plenamente aceita pela maioria da comunidade internacional (que rejeitou reconhecer os resultados do pleito de novembro em Honduras por considerar que as eleições aconteceram em um momento de ruptura constitucional pelo golpe de Estado) anunciou em 14 de dezembro de 2009, uma tentativa de estabelecer um diálogo nacional, objetivando normalizar a situação política de Honduras Ele defendeu a anistia a todos os envolvidos na crise política provocada pelo golpe de Estado de 28 de junho, o diálogo com o presidente deposto, Manuel Zelaya, e o início do processo de reconciliação nacional logo que assumir, em 27 de janeiro. A anistia teria como principal beneficiário Zelaya, acusado na Justiça por dezoito crimes políticos envolvendo sua tentativa de promover uma Assembleia Constituinte considerada ilegal pelo Congresso e pela Suprema Corte. A medida também poderia absolver, preventivamente, de eventuais futuras acusações criminais tanto o presidente de facto, Roberto Micheletti, quanto os outros atores que estiveram na linha de frente do golpe de Estado, sobretudo juízes da Suprema Corte e o chefe das Forças Armadas, Romeo Vásquez.
O presidente de facto de Honduras, Roberto Micheletti, resistiu às pressões do governo americano, e aos apelos de Lobo, para que deixasse o poder antes da data da posse do presidente eleito, mas concordou em se afastar da "Casa Presidencial" e abandonar atos públicos como um "passo decisivo" no processo de reconciliação nacional entre os hondurenhos. Dizendo que "passaria a um segundo plano no âmbito público para dar tranquilidade à nação", esclareceu que manterá o poder até o dia 27.
O presidente deposto de Honduras Manuel Zelaya, enquanto ainda abrigado na embaixada brasileira em Tegucigalpa, foi autorizado a viajar, juntamente com sua família, como um cidadão comum, no dia da posse do novo presidente, em 27 de janeiro de 2010, à República Dominicana, utilizando um salvo-conduto que lhe será concedido por Porfirio Lobo. A saída de Zelaya de Honduras no dia da posse do presidente eleito foi acordada entre Lobo e Leonel Fernández, presidente da República Dominicana. Na ocasião da assinatura do acordo Lobo declarou: "Nós todos devemos perdoar. Nós defendemos enfaticamente a anistia a todos, independentemente das diferenças ideológicas que possamos ter. Isto é o interesse do povo hondurenho".
O Congresso de Honduras aprovou, no dia da posse de Porfirio Lobo, uma  anistia política que favorece o presidente deposto Manuel Zelaya e os funcionários do governo que cometeram crimes políticos e todos os que estiveram envolvidos no golpe de Estado contra Zelaya no dia 28 de junho. A anistia entrará em vigor vinte dias após ser publicada pelo diário oficial de Honduras. A anistia sancionada por Lobo atinge apenas os crimes considerados políticos, e alguns crimes comuns correlatos.

### Violações de direitos humanos em Honduras
Em 21 de agosto de 2009, a Comissão Interamericana de Direitos Humanos denunciou um "uso desproporcional" da força pelo governo de facto, bem como prisões arbitrárias (entre 3 500 e 4 000 pessoas, em um país de cerca de oito  milhões de habitantes), o uso arbitrário de toques de recolher, tratamento desumano e degradante, condições precárias de detenção e a morte de quatro pessoas e ferimentos infligidos a outras.
A Anistia Internacional solicitou a Porfirio Lobo que investigasse alegações de abusos que teriam sido cometidos durante o golpe de Estado, em 28 de junho de 2010. Segundo a Anistia Internacional houve ameaças e intimidações a líderes da oposição e juízes, além de censura a meios de comunicação e jornalistas. Há, ainda, suspeitas de abusos, estupros e violência sexual contra mulheres e meninas, espancamentos e ameaças de intimidação a autoridades. O o diretor-adjunto do programa da Anistia Internacional Américas, Kerrie Howard afirmou que "Propostas para introduzir medidas de anistia por violações de direitos humanos são simplesmente inaceitáveis. Se isso ocorrer pode significar um sinal verde para novas violações em Honduras".
Nove meses após a posse do presidente Porfirio Lobo, o ritmo de assassinatos de jornalistas naquele país alarmava a imprensa internacional, e as entidades de direitos humanos do mundo todo.
Somente em março de 2010 foram assassinados mais cinco jornalistas, confirma o jornal estadunidense Los Angeles Times. Até maio de 2010 ninguém havia sido preso em virtude desses inúmeros assassinatos de jornalistas.

Muitos direitistas se opõe aos esforços do governo de Lobo para manter um diálogo com os dissidentes apoiadores de Zelaya. Muitos esquerdistas se recusam a reconhecer a legitimidade do governo de Lobo por considerar que este foi eleito durante um governo de facto, repressivo, e dizem eles, governo esse que coonestou o golpe de Estado.— Los Angeles Times
Segundo relatório preliminar apresentado por um grupo da OEA que visitou o país em maio de 2010, os direitos humanos em Honduras continuam sendo violados em virtude do golpe de Estado que depôs o Governo no ano passado. A OEA também denunciou a militarização da sociedade hondurenha como resultado do golpe de Estado. Segundo a CIDH altos comandantes do Exército ou ex-membros das forças armadas que são alvos de denúncias por participação no golpe de Estado estão ocupando a gerência de dependências públicas de alto nível no governo do presidente Porfirio Lobo, eleito para ocupar o lugar de Zelaya após um período de governo militar. A comissão visitou Honduras entre os dias 15 e 19 de junho de 2010 e constatou que há informações sobre o assassinato de várias pessoas, entre elas jornalistas e defensoras de direitos humanos do país.

## Documentos do WikiLeaks
Em 28 de novembro de 2010, a organização WikiLeaks começou a liberar 251.287 documentos confidenciais, que detalham a correspondência entre o Departamento de Estado dos Estados Unidos e as embaixadas estadunidenses em todo o mundo. Entre eles, um telegrama escrito pelo embaixador dos Estados Unidos, Hugo Llorens, no final de julho de 2009, que analisa a legalidade da destituição de Zelaya sob a constituição hondurenha. Llorens concluiu que, embora Zelaya possa "ter cometido ilegalidades e ... até mesmo violado a constituição", "não há dúvida de que as Forças Armadas, a Suprema Corte e o Congresso Nacional conspiraram em 28 de junho no que constituiu um golpe ilegal e inconstitucional contra o Poder Executivo". E-mails divulgados posteriormente mostram que o golpe de 2009 foi apoiado pelo Departamento de Estado sob Hillary Clinton. Clinton e sua equipe trabalharam nos bastidores para paralisar os esforços dos países vizinhos através da Organização dos Estados Americanos (OEA) para restaurar Manuel Zelaya ao poder. "A reunião da OEA hoje se transformou em um não-evento - exatamente como esperávamos", escreveu um alto funcionário do Departamento de Estado, celebrando seu sucesso na marcha lenta da restauração. A secretária Clinton também ajudou a organizar eleições que, em suas palavras, "tornariam a questão de Zelaya irrelevante".